# Breitblättriges Laserkraut
Das Breitblättrige Laserkraut (Laserpitium latifolium) ist eine Pflanzenart aus der Gattung der Laserkräuter (Laserpitium) innerhalb der Familie der Doldenblütler (Apiaceae). 

## Beschreibung

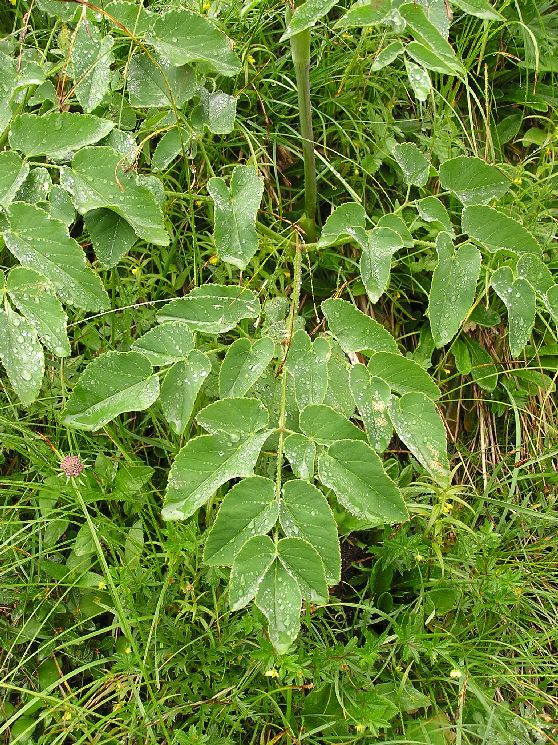
Gefiedertes Laubblatt

### Vegetative Merkmale
Das Breitblättrige Laserkraut wächst als ausdauernde krautige Pflanze, die Wuchshöhen von meist 50 bis 150 (30 bis 250) Zentimetern erreicht. Alle Pflanzenteile sind kahl und oft etwas bläulich. Die Laubblattabschnitte können aber auf der Unterseite und am Rand durch kleine Borsten rau sein. Der Stängel ist aufrecht, im Querschnitt rund, fein gerillt und im oberen Teil verzweigt.
Die grundständig und wechselständig am Stängel verteilt angeordneten Laubblätter sind in Blattscheide sowie -spreite und manchmal Blattstiel gegliedert. Von den anderen Laserkraut-Arten kann man das Breitblättrige Laserkraut an der Form seiner Laubblätter unterscheiden. Die Blattspreite ist zwei- bis dreifach gefiedert. Die unteren Laubblätter sind sehr groß, lang gestielt, im Umriss dreieckig. Die Teilblättchen sind bei einer Länge von meist 3 bis 10 Zentimetern sowie einer Breite von 2 bis 6 Zentimeter breit-eiförmig mit einem deutlich herzförmigen Grund und grob gesägten Rand. Die oberen Laubblätter sind kleiner, weniger stark zerteilt und auf ihren stark bauchigen Blattscheiden sitzend; die Spreite der obersten Blätter ist oft verkümmert.

### Generative Merkmale

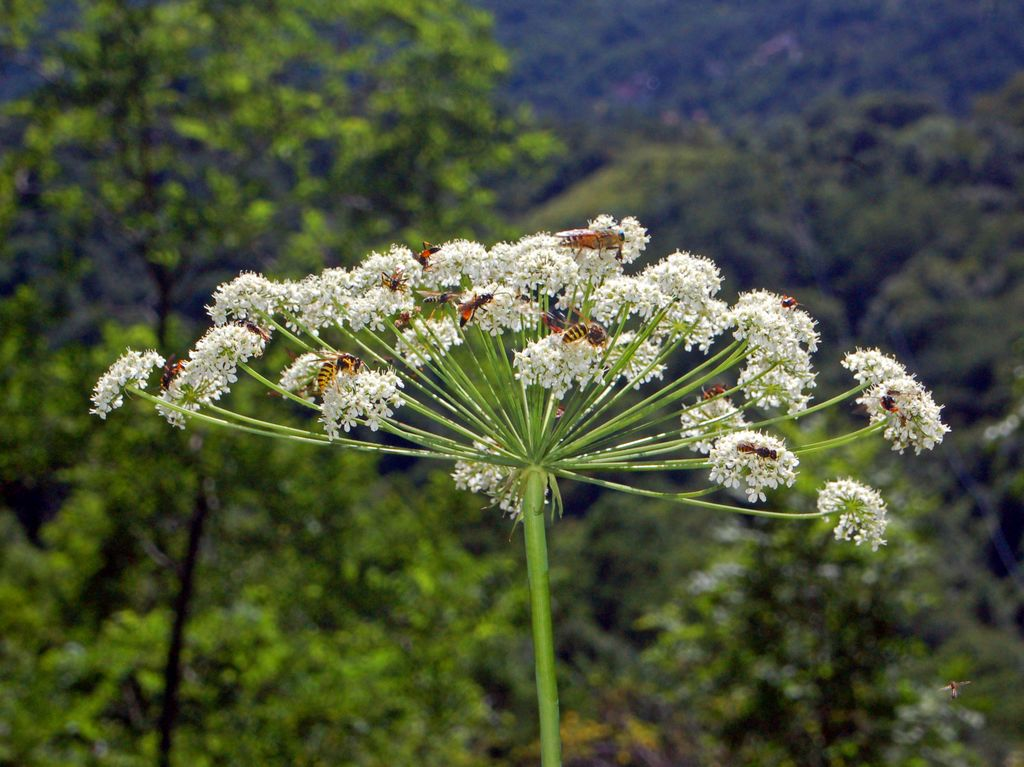
Doppeldoldiger Blütenstand von der Seite, gut zu sehen sind die Hüllblätter und die Strahlen

Der doppeldoldige Blütenstand ist meist 25- bis 40- (20 bis 50-)strahlig. Die Doppeldolde erster Ordnung besitzt einen Durchmesser von 10 bis 20 Zentimetern. Die zahlreichen Hüllblätter sind lanzettlich bis lanzettlich-pfriemlich und hautrandig. Die wenigen Hüllchenblätter sind schmal-pfriemlich.
Neben zwittrigen Blüten kommen auch rein männliche Blüten vor; es liegt also Andromonözie vor. Die Kelchzähne sind lineal-pfriemlich. Die weißen Kronblätter sind verkehrt-eiförmig und die größten sind 2 bis 2,5 Millimeter lang, 1,5 bis 2 Millimeter breit, am oberen Ende ausgerandet und mit einem spitzen eingeschlagenen Läppchen versehen. Die Griffel sind 1,25 bis 3 Millimeter lang.
Die Spaltfrucht ist eine Doppelachäne. Die geflügelten, hell-braunen Teilfrüchte sind mit einer Länge von 7 bis 10 Millimetern und einem Durchmesser von 4 bis 6 Millimetern relativ groß und etwa 8 mg schwer. Die Flügel können bis 3 Millimeter breit sein.
Die Chromosomenzahl beträgt 2n = 22.

## Ökologie und Phänologie

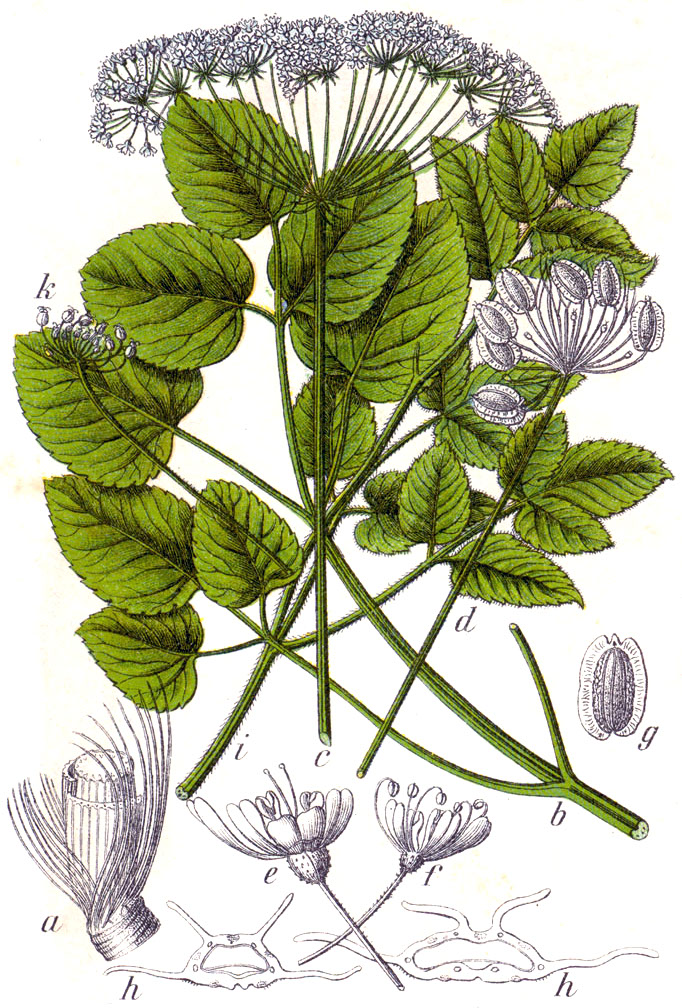
Illustration

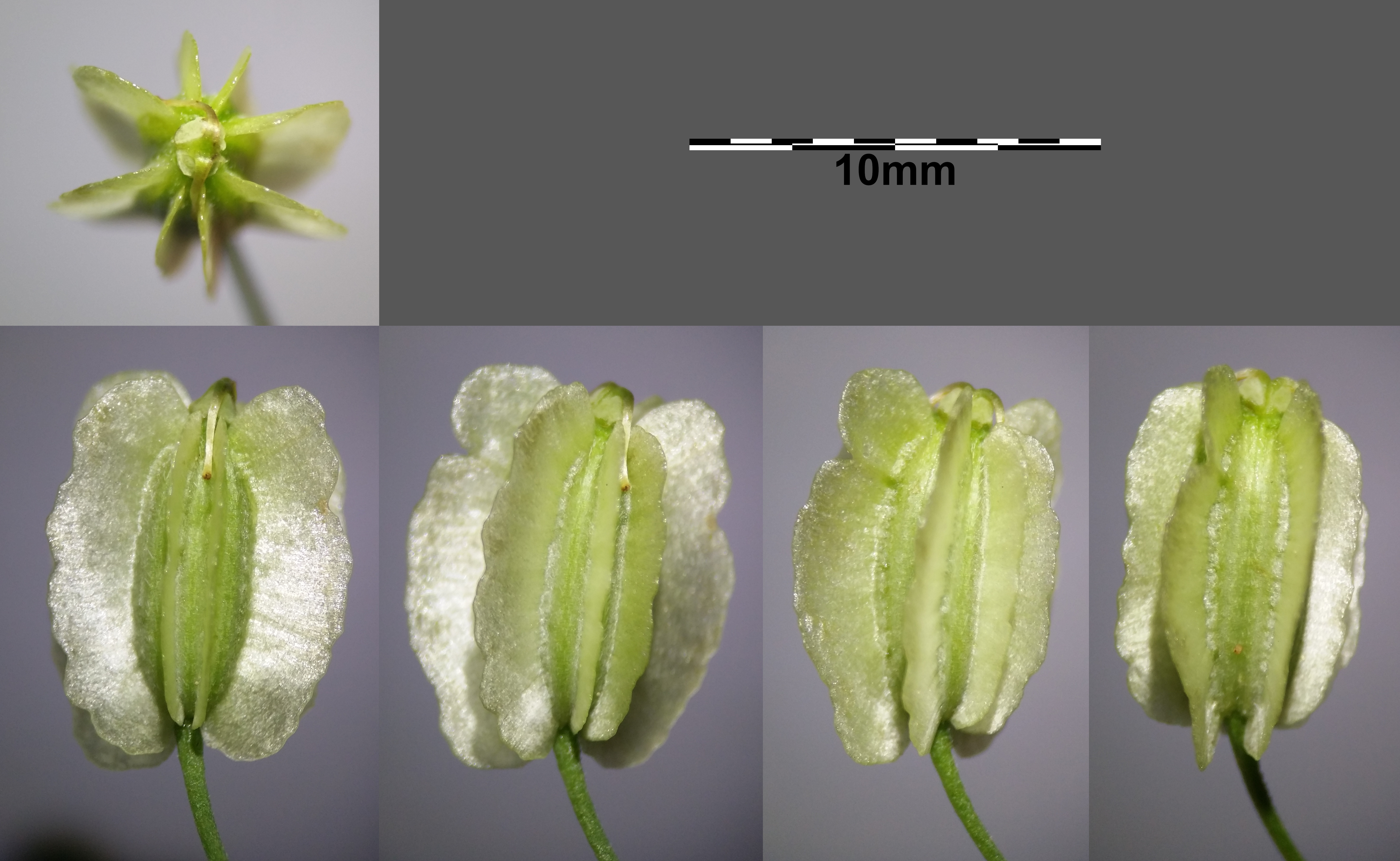
Früchte

Das Breitblättrige Laserkraut ist ein Hemikryptophyt und eine Halbrosettenpflanze mit verdickter Rübe. 
Blütenbiologisch handelt sich um „Nektar führende Scheibenblumen“ vom „Heracleum-Typ“. Die Bestäubung erfolgt durch unterschiedliche Insekten, besonders Fliegen und Käfer. 
Die Blütezeit reicht von Juli bis August. Die Früchte reifen zwischen September und Oktober.
Die Früchte sind Wind- und Tierstreuer, sie werden auch durch Fließgewässer transportiert und es kommt zur Zufallsausbreitung durch Wiederkäuer. Es handelt sich um einen Kältekeimer.

## Vorkommen
Das Breitblättrige Laserkraut ist in Europa weitverbreitet. Es hat Vorkommen in allen Ländern Europas außer in Portugal, Großbritannien, Irland, Island, Albanien, Nordmazedonien und Griechenland.
Das Hauptverbreitungsgebiet des Breitblättrigen Laserkrautes liegt in der subalpinen Höhenstufe der Alpen, dabei besonders in Kalkgebieten. In den Allgäuer Alpen steigt das Breitblättrige Laserkraut am Südfuß des Widdersteins in Vorarlberg bis in eine Höhenlage von 2100 Meter auf. Im Aostatal erreicht es 2000 Meter und in Graubünden in der Berninagruppe 2400 Meter.
Das Breitblättrige Laserkraut gedeiht hauptsächlich in Trockenwäldern, an sonnigen Waldrändern oder auf Wiesen. Es ist pflanzensoziologisch eine Charakterart der Assoziation Hasenohr-Laserkraut-Saum (Bupleuro longifolii-Laserpitietum latifolii) im Verband der xerothermen Saumgesellschaften (Geranion sanguinei). Diese montane Saumgesellschaft erstreckt sich in Hochlagen von der Schwäbischen Alb bis zum Steigerwald. Neben den namensgebenden Charakterarten Breitblättriges Laserkraut und Langblättriges Hasenohr bestimmen Wald-Witwenblume, Berg-Distel, Blaugrüne Segge, Wald-Storchschnabel, Hasenlattich, Große Bibernelle und Ochsenauge das Bild der Assoziation. Außerdem kommt es in Pflanzengesellschaften der Ordnung Seslerietalia oder der Verbände Trifolion medii, Calamagrostion oder Erico-Pinion vor.

## Systematik

### Taxonomie
Die Erstveröffentlichung von Laserpitium latifolium erfolgte 1753 durch Carl von Linné in Species Plantarum, Tomus I, Seite 248.

### Unterarten und ihre Verbreitung
Je nach Autor gibt es einige Unterarten:
- Laserpitium latifolium L. subsp. latifolium (Syn.: Laserpitium asperum Crantz): Sie kommt in Spanien, Andorra, Frankreich, Italien, Österreich, Liechtenstein, Deutschland, Tschechien, in der Slowakei, Ukraine, Russland und Belarus vor.[3]
- Laserpitium latifolium subsp. merinoi P. Monts.: Sie kommt nur in Spanien vor.[3]
- Laserpitium latifolium subsp. nevadense Mart.Lirola, Molero Mesa & Blanca: Sie kommt nur in Spanien vor.[3]

## Nutzung
Das Breitblättrige Laserkraut wurde früher als Heilpflanze geschätzt. Die stark würzige und bitter-scharf schmeckende „Wurzel“ wurde als „Radix Gentianae albae“ oder „Radix Cervariae albae“ in den Apotheken geführt und galt als harntreibende, magenstärkende und abführende Droge.